# La Presa, Villa de Reyes
La Presa är en ort i Mexiko.   Den ligger i kommunen Villa de Reyes och delstaten San Luis Potosí, i den centrala delen av landet, 300 km nordväst om huvudstaden Mexico City. La Presa ligger 1 846 meter över havet och antalet invånare är 758.
Terrängen runt La Presa är platt åt sydost, men åt nordväst är den kuperad. Runt La Presa är det ganska glesbefolkat, med 39 invånare per kvadratkilometer. Närmaste större samhälle är La Pila, 13,2 km norr om La Presa. Omgivningarna runt La Presa är i huvudsak ett öppet busklandskap.